# Europäische Christliche Politische Partei
Die Europäische Christliche Politische Partei (European Christian Political Party, kurz ECPP) ist eine europäische politische Partei, die sich aus Mitgliedsparteien aus verschiedenen europäischen Ländern zusammensetzt, die sich als christlich verstehen. Sie wurde unter dem Namen Europäische Christliche Politische Bewegung (ECPM) gegründet. Sie ist derzeit mit vier Abgeordneten im europäischen Parlament vertreten und ist damit die kleinste der europäischen Parteien im Parlament. Ihr gehören 21 meist kleine Parteien aus 14 Ländern an, darunter auch Nicht-EU-Länder, z. B. aus der Schweiz.
Die Grundlage für die Europäische Christliche Politische Bewegung wurde auf der Konferenz „Für ein christliches Europa“ im ungarischen Lakitelek im November 2002 gelegt. Am 15. September 2005 wurde die Europäische Christliche Politische Bewegung offiziell nach niederländischem Recht gegründet. Seit Februar 2010 ist sie als politische Partei auf europäischer Ebene anerkannt. Zum Parteikongress im April 2025 benannte sich die ECPM um in Europäische Christliche Politische Partei, da man sich über die letzten 20 Jahre zu einer „vollwertigen politischen Partei entwickelt“ habe.
Der Hauptsitz der Partei ist in Amersfoort in den Niederlanden. Das Europäische Christliche Politische Jugend-Netzwerk ist die Jugend-Organisation der ECPP. Die parteinahe europäische politische Stiftung der ECPP trägt den Namen Sallux (bis Ende 2016 Christian Political Foundation for Europe) – ein Schachtelwort von Salz und Lux (Licht).

## Europaparlament
| Jahr | Abgeordnete | Fraktionen           |
| ---- | ----------- | -------------------- |
| 2004 | 1/732       | I/D                  |
| 2009 | 2/736       | EKR, EFD             |
| 2014 | 6/751       | EKR                  |
| 2019 | 3/751       | EKR, EVP             |
| 2024 | 5/720       | EKR, EVP, PfE, f’los |

### Wahlperiode 2004–2009
Die niederländische Mitgliedspartei ChristenUnie war seit 2004 im Europäischen Parlament vertreten. Von 2004 bis 2009 vertrat Hans Blokland die Partei und war dabei Vorstandsmitglied der europakritischen Fraktion Unabhängigkeit und Demokratie (I/D).

### Wahlperiode 2009–2014
Seit 2009 war die CU durch Peter van Dalen vertreten, der in der Fraktion Europäische Konservative und Reformer (EKR) sitzt. Durch den Beitritt der Staatkundig Gereformeerde Partij 2009 war die ECPM zusätzlich mit Bas Belder vertreten, der Mitglied der Fraktion Europa der Freiheit und der Demokratie (EFD) war.

### Wahlperiode 2014–2019
Nach der Europawahl 2014 schlossen sich weitere Politiker der ECPM an, so dass diese sechs Abgeordnete hatte. Alle gehörten der Fraktion der Europäischen Konservativen und Reformer (EKR) an. Die AfD-Abgeordnete Beatrix von Storch war bis 2016 Mitglied der ECPP. Sie wurde nach Äußerungen zum Schusswaffengebrauch gegen Frauen und Kinder an den Grenzen aus der Partei ausgeschlossen. Zum Ende der Wahlperiode war die ECPM wieder mit sechs Abgeordneten im Europaparlament vertreten:
- Bas Belder (SGP, Niederlande)
- Peter van Dalen (ChristenUnie, Niederlande)
- Branislav Škripek (OĽaNO, Slowakei)
- Marek Jurek (Prawica Rzeczypospolitej, Polen)
- Arne Gericke (Bündnis C, für Familien-Partei gewählt, Mitte 2017 bis Herbst 2018 Mitglied der Freien Wähler und der EDP[7])
- Kazimierz Michał Ujazdowski (parteilos, gewählt für PiS, Polen, ab Anfang 2017 in der ECPM, ab April 2018 fraktionslos)

### Wahlperiode 2019–2024
Bei der Europawahl 2019 konnten nur CU und SGP auf einer gemeinsamen Liste insgesamt zwei Mandate gewinnen. Nach der Aufnahme der niederländischen rechtspopulistischen Partei FvD in die EKR verließ der CU-Abgeordnete die Fraktion und wechselte zur Fraktion der Europäischen Volkspartei (Christdemokraten) (EVP). Der neue Abgeordnete der deutschen Familien-Partei, Helmut Geuking, auch EKR-Fraktion, schloss sich der ECPM an. Seine Partei beschloss im September 2019, der ECPM beizutreten. Geuking wechselte im April 2021 zur EVP-Fraktion.
Im Mai 2020 erklärte der für die Sozialdemokraten gewählte rumänische Abgeordnete Cristian Terheș seinen Beitritt zur Nationalen Christdemokratischen Bauernpartei (PNȚ-CD), zur EKR-Fraktion und zur ECPM. Am 1. Juli 2021 rückte Ladislav Ilčić, Vorsitzender des ECPM-Mitglieds H-rast, in das Europäische Parlament nach. H-rast trat 2022 aus der ECPM aus. Im September 2023 trat Márton Gyöngyösi von der ungarischen Partei Jobbik der ECPM bei. Die Partei Jobbik wurde im April 2024 Mitglied der ECPM.
Somit waren zu Ende der Wahlperiode fünf ECPM-Mitglieder im Europaparlament vertreten:
- Anja Haga (ChristenUnie, Niederlande, EVP-Fraktion), als Nachrückerin für Peter van Dalen (September 2023)
- Niels Geuking (Familien-Partei Deutschlands, EVP-Fraktion), als Nachrücker für Helmut Geuking (Februar 2024)
- Bert-Jan Ruissen (Staatkundig Gereformeerde Partij, Niederlande, EKR-Fraktion)
- Cristian Terheș (Partidul Național Țărănesc Creștin Democrat, ab 2023 Partidul Național Conservator Român, Rumänien, EKR-Fraktion)
- Márton Gyöngyösi (Jobbik, fraktionslos)

### Europawahl 2024
Spitzenkandidat für die Europawahl 2024 war der Vorsitzende Valeriu Ghilețchi aus dem EU-Beitrittskandidaten Republik Moldau. Auf die Parteien der ECPM entfielen europaweit 1,43 % der Stimmen. Die ECPM zog mit vier Abgeordneten in das Europäische Parlament ein. Zudem schloss sich der über das Bündnis Stačilo! gewählte partei- und fraktionslose Ondřej Dostál der ECPM an.
Anfang 2025 verließ die lettische Latviju Pirmajā Vietā, deren MdEP Vilis Krištopans sich der rechtsextremen PfE-Fraktion angeschlossen hatte, die ECPM. Die ECPP hat derzeit vier Mitglieder im Europaparlament:
- Niels Geuking (Familien-Partei Deutschlands, EVP-Fraktion)
- Bert-Jan Ruissen (Staatkundig Gereformeerde Partij, Niederlande, EKR-Fraktion)
- Cristian Terheș (Partidul Național Conservator Român, Rumänien, EKR-Fraktion)
- Ondřej Dostál (Tschechien, fraktionslos)

## Vorstand
Im Januar 2005 wurde der Vorstand der ECPM erstmals gewählt. Von Januar 2005 bis Juni 2013 war Peeter Võsu (Estland) Präsident des Verbands. Ab Juni 2013 war Peter Östman (Finnland) Präsident. Östman war nationaler Parlamentarier der Christdemokraten (Kristillisdemokraatit, KD) im finnischen Parlament, die KD ist und war jedoch kein Mitglied der ECPM.
Nach Östmans Rückzugs Ende 2016 übernahm der Slowake Branislav Škripek den Vorsitz vorerst interimistisch und im Mai 2017 auch per Wahl. Vizepräsident war der Georgier Giorgi Ruchadse. Die weiteren Vorstandsmitglieder waren Stieneke van der Graaf, Ladislav Ilčić, Valeriu Ghilețchi, Filip Łajszczak und Jacques Bazen. Škripek zog sich 2021 vom Vorsitz zurück, Vizepräsident Ilčić übernahm interimistisch das Präsidentenamt. Im Mai 2021 wurde der Moldawier Valeriu Ghilețchi zum Vorsitzenden gewählt. Ilčić blieb interimistisch sein Stellvertreter und wurde 2022 durch die Deutsche Karin Heepen abgelöst.

## Mitglieder

### Mitgliedsparteien
Mitgliedsparteien der Europäischen Christlichen Politischen Partei sind:
| Land        | Mitglied                                                | Abkürzung | Europa- abgeordnete | Nationale Abgeordnete | Mitglied seit  |
| ----------- | ------------------------------------------------------- | --------- | ------------------- | --------------------- | -------------- |
| Deutschland | Bündnis C – Christen für Deutschland                    | Bündnis C | –                   | –                     |                |
| Deutschland | Familien-Partei Deutschlands                            | Familie   | 1/96                | –                     |                |
| Frankreich  | Via, la voie du peuple                                  | VIA       | –                   | –                     |                |
| Irland      | Human Dignity Alliance                                  | HDA       | –                   | 0/160 1/60            | Ende 2018      |
| Lettland    | Suverēnā vara                                           | SV        | –                   | –                     |                |
| Litauen     | Lietuvos krikščioniškosios demokratijos partija         | LKDP      | –                   | 1/141                 |                |
| Litauen     | Krikščionių sąjunga                                     | KS        | –                   | –                     |                |
| Niederlande | ChristenUnie                                            | CU        | –                   | 5/150                 | Gründung       |
| Niederlande | Staatkundig Gereformeerde Partij                        | SGP       | 1/31                | 3/150                 | Frühjahr 2009  |
| Polen       | Prawica Rzeczypospolitej                                | PR        | –                   | –                     |                |
| Polen       | Unia Polityki Realnej                                   | UPR       |                     |                       |                |
| Portugal    | Partido Popular Monárquico                              | PPM       | –                   | –                     | Ende 2018      |
| Rumänien    | Uniunea Democratică a Slovacilor și Cehilor din România | UDSCR     | –                   | 1/329 0/136           | Ende 2018      |
| Rumänien    | Partidul Național Conservator Român                     | PNCR      | 1/33                | –                     |                |
| Rumänien    | Partidul Național Țărănesc Creștin Democrat             | PNTCD     | –                   | –                     | seit 2020      |
| Schweden    | Kristna Värdepartiet                                    | KRVP      | –                   | –                     |                |
| Schweiz     | Evangelische Volkspartei                                | EVP       | nicht in der EU     | 2/200 0/46            |                |
| Slowakei    | Kresťanská únia                                         | KÚ        | –                   | –                     |                |
| Spanien     | Contigo Más                                             |           | –                   | –                     |                |
| Spanien     | Valores España                                          |           | –                   | –                     |                |
| Ungarn      | Jobbik – Konzervatívok                                  | Jobbik    | –                   | 8/199                 | 24. April 2024 |

Mitglieder der Fraktion Europäische Konservative und Reformer (2)

Mitglied der Fraktion der Europäischen Volkspartei (Christdemokraten) (1)

Mitglied der Fraktion Patrioten für Europa (1)

### Einzelmitglieder
Einzelmitglieder sind unter anderem::
- Deutschland: Arne Gericke (Ex-MdEP, Bündnis C)
- Finnland: Peter Östman (Parlamentarier, KD)
- Irland: Rónán Mullen (Senator, Human Dignity Alliance)
- Malta: Edwin Vassallo
- Polen: Kazimierz Michał Ujazdowski (Ex-MdEP, Unabh.)
- Rumänien: Luminița-Maria Jivan und Robert-Ionatan Sighiartău (Abgeordneter, PNL)
- Tschechien: Ondřej Dostál (MdEP, fraktionslos; Unabh.)
- Ungarn: Márton Gyöngyösi (Ex-MdEP, Jobbik)
- Vereinigtes Königreich: Benjamin Harnwell (Conservative, siehe Dignitatis Humanae Institute)

### Assoziierte Mitglieder
Daneben sind vier christliche Organisationen und die Parteijugend European Christian Political Youth assoziierte Mitglieder:
- Belgien: C'axent
- Moldau: Academia pentru Integritate în Conducere
- Königreich der Niederlande:
  - ChristenUnie international
  - SGP-Internationaal

### Ehemalige Mitglieder
- Armenien:
  - Christliche Demokratische Union Armenien (CDU)
  - Christliche Volkseinheit Armeniens
- Belarus: Christdemokraten
- Belgien:
  - Chrétiens Démocrates Federaux – Federale Christen-Demokraten (CDF-FCD)
  - Vrije Christen Democraten (VCD)
- Bulgarien:
  - Balgarska Hristijanska Koalitsija (BCC)
  - Christlich-Demokratisches Forum
  - Krone Bulgarien
  - Rule of Law Institute
- Deutschland:
  - Deutsche Zentrumspartei (ZENTRUM)
  - Partei Bibeltreuer Christen (PBC, mit AUF fusioniert zu Bündnis C)
  - AUF – Partei für Arbeit, Umwelt und Familie (AUF, mit PBC fusioniert zu Bündnis C)
  - Institut für Ethik und Werte
- Estland: Eesti Kristlikud Demokraadid (EKD)
- Frankreich: Service Amical
- Georgien:
  - Kristianul-Demokratiuli Modzraoba (KDM)
  - Christlich-Demokratisches Institut
- Italien:
  - Associazione Cercasi un fine onlus
  - Unione per la Democrazia el la Liberta
  - Movimento IdeA (Ende 2018 beigetreten)[20]
- Kroatien:
  - Hrvatski rast (bis 2022)
  - Hrvatski suverenisti (Mai 2021 bis 2022)
- Lettland:
  - Kristīgi demokrātiskā savienība (KDS)
  - No sirds Latvijai (2018 bis 2021)
  - Latviju Pirmajā Vietā (2024 bis 2025)
- Litauen: Lietuvos krikščionys demokratai (LKD, aufgelöst)
- Malta: Alleanza Bidla (AB, 2017 bis 2020), ABBA (2020–2024)
- Moldau:
  - Europäische Stiftung der Republik Moldau
  - Stiftung für Christliche Demokratie Moldawiens
  - Christlichdemokratische Volkspartei
- Montenegro: Narodna Stranka (NS)
- Nordmazedonien: Integra-Mazedonische Konservative Partei (Integra)
- Niederlande:
  - Wetenschappelijk Instituut van de ChristenUnie
  - Stichting Crown Financial Ministries
  - Stichting Vormingsactiviteiten Oost-Europa
  - The Schuman Centre for European Studies
- Österreich: Christliche Partei Österreichs (CPÖ, mehrmals ein- und ausgetreten)
- Rumänien:
  - Union der Banater Bulgaren
  - Centrul de Educație Creștină și Cultură Contemporană AREOPAGUS
  - Centrul Crestin al Romilor
  - Asociația Creștin Democrată
  - PRO VITA București
  - Fundația Română pentru democrație
  - Asociația WorldTeach
- Portugal: Alternativa Portugal
- Polen: Unia Polityki Realnej (2020–2024)
- Schweiz:
  - Eidgenössisch-Demokratische Union (EDU)
  - European Evangelical Alliance
- Serbien:
  - Allianz der Vojvodiner Rumänen
  - Zentrum für christlich-demokratische Studien
- Slowakei: Ján Marosz, Marek Krajči (alle OĽaNO)
- Spanien: Cristianos en Democracia
- Ukraine: Christlich-Demokratische Union
- Vereinigtes Königreich:
  - Christian Peoples Alliance (CPA)
  - Jubilee Centre

## ECPP-Mitglieder in europäischen Institutionen
| Organisation      | Institution                                               | Sitze |
| ----------------- | --------------------------------------------------------- | ----- |
| Europäische Union | Europäisches Parlament                                    | 4/720 |
| Europäische Union | Europäische Kommission                                    | 0/27  |
| Europäische Union | Europäischer Rat (Staats- und Regierungschefs)            | 0/27  |
| Europäische Union | Rat der Europäischen Union (Beteiligung an der Regierung) |       |
| Europäische Union | Ausschuss der Regionen                                    |       |
| Europarat         | Parlamentarische Versammlung                              |       |